# Sierra de la Carrasqueta
La Carrasqueta es una sierra española situada entre los términos municipales de Ibi, Alcoy y Jijona, al final del Valle de la Canal (entre Alcoy y Jijona). Su cumbre es la Cima de la Carrasqueta, que se encuentra a 1204 m s. n. m., dentro del término municipal de Ibi. 
Su denominación deriva de carrasca y proviene del mozárabe.
Entre la sierra, transcurre la antigua carretera de Alicante N-340 que pasa por el puerto de la Carrasqueta (a 1020 metros de altura sobre el nivel del mar y a no más de 15 kilómetros de este en línea recta). Es un puerto de carretera bastante conflictivo en invierno por culpa de la nieve y la niebla espesa. También es conocido por la gran concurrencia de motociclistas durante los fines de semana, que acuden por su sinuoso trazado.